# تقليل حجم الفصل

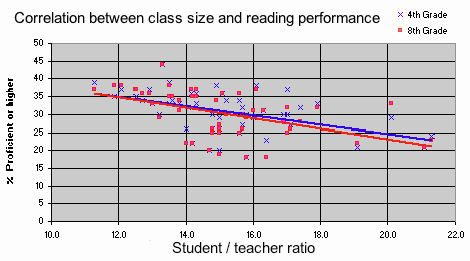
ارتباط بين حجم الفصل وأداء القراءة من نتائج اختبارات القراءة المتضمنة في التقييم القومي لتقدم التعليم المقدمة عام 2005 لطلاب الصف الرابع والثامن

يتمثل الهدف الأشمل المقصود من تقليل حجم الفصل باعتباره شكلاً من أشكال إصلاح التعليم في زيادة عدد التفاعلات الفردية بين الطالب والمعلم والتي ترمي إلى تحسين تعلم الطالب. ولقد لاقى هذا الإصلاح جذبًا نظريًا لفترة طويلة لكثير من المجموعات إذ زعم البعض أن الإصلاح التعليمي عن طريق تقليل الأعداد الموجودة داخل الفصل هو أكثر أشكال الإصلاح دراسةً بالقرن الأخير. وحتى وقت قريب ظلت تحليلات تلك الدراسات محل خلاف بين مجموعات تربوية مثل الاتحاد الأمريكي للمعلمين والجمعية الوطنية للتعليم بشأن تقليل أحجام الفصول، ولكن هؤلاء الذين يزعمون أن تقليل حجم الفصل ليس له إلا تأثير قليل على إنجاز الطالب كانوا مهتمين بالتكاليف.
وتقول إليزابث جارو (Elizabeth Garue) الباحثة الأساسية في مشروع «ضمان الإنجاز التعليمي للطلاب»: «في واقع الأمر هناك تأثيرات بالغة على إنجاز الطالب وتتعلق هذه التأثيرات بتقليل أحجام الفصول، ولكن الجهد المبذول نفسه على هذا الجانب لا يضمن تحقيق النجاح دون مزيد من الانتباه إلى جودة المدرس وزيادة التمويل وإتاحة المنشآت اللازمة وإيمان المجتمع أو أفراد المنطقة بتأثير الإصلاح.» وقد وجدت الدراسات التي تلت مشروعي «معدل إنجاز الطالب/المعلم» و«ضمان الإنجاز التعليمي للطلاب» أن الطلاب حينما ينضمون لفصول أكبر من حيث عدد الطلاب فيما بعد في المسار التعليمي، يزيد احتمال انضمامهم لفصول متقدمة فيما بعد وأيضًا التحاقهم بالكليات وذلك بفضل التأسيس التعليمي الإيجابي الذي حصلوا عليه من قبل.
وأكد البحث التالي على تحقيق الاستفادة لجميع التلاميذ من خلال الفصول الأقل حجمًا ويرجع السبب في ذلك إلى تقديم اهتمام أكبر من جانب المعلم بينما يستفيد التلاميذ ذوو التحصيل المنخفض بدرجة أكبر عند الوصول لمستوى المدرسة الثانوية. ويتكاسل التلاميذ في الفصول ذات الأعداد الكبيرة عن أداء مهامهم بسبب التعليمات الكثيرة من جانب المعلم والتي يوجهها إلى الفصل بأكمله بدلاً من الاهتمام بكل فرد على حدة، وهنا يقع التأثير الأكبر على الطلاب ذوي التحصيل المنخفض. ويستفيد الطلاب فيما بعد في الصفوف اللاحقة من وجودهم في الفصول قليلة العدد في الصفوف الأولى. ويثمر قضاء فترات أطول في الفصول قليلة العدد مزيدًا من الإنجاز في الصفوف اللاحقة بالنسبة للتلاميذ كافة. يستفيد الطلاب ذوو التحصيل المنخفض أكثر من وجودهم داخل الفصول ذات الأعداد القليلة في القراءة والعلوم. وتقلل الفصول ذات الأعداد القليلة من الفجوة التي تظهر في إنجاز الطالب في القراءة والعلوم في الصفوف اللاحقة.

## ما هي الآثار الناتجة؟
وفي الأعوام الأخيرة عقب مشروعي «معدل إنجاز الطالب/المعلم» و«ضمان الإنجاز التعليمي للطلاب» ظهر دليل على صحة اكتساب فوائد من تقليل حجم الفصل على وجه الخصوص وتتمثل في القدرة على تضييق فجوة التحصيل بالنسبة للطلاب الذين لم يبلغوا سن الرشد. في وقتنا الحالي، سنت أكثر من 30 ولاية [تشريعًا يقضي بتقليل حجم الفصول كطريقة “للحد من التأثيرات الاقتصادية والتفاوت الاجتماعي لزيادة التحصيل الأكاديمي وتعزيز المهارات الاجتماعية التأسيسية للطلاب في الصفوف الابتدائية” 
تظهر الدراسات ذات النتائج التي تفيد بجني فوائد مهمة من الناحية الإحصائية من تقليل الأعداد بالفصول، تفاعلات إيجابية أكثر بين المعلم والطالب تؤتي ثمارًا في تقليل الوقت المنقضي في النظام، وأيضًا زيادة استخدام الطرق الإرشادية المتوازنة المنطوية على درجات أعلى من التفريد، ومزيد من العلاقات الشخصية الوثيقة بين المعلمين والطلاب وعائلاتهم، وتقليل الآثار الناجمة عن التفاوت الاجتماعي والثقافي، فضلاً عن زيادة التحصيل الدراسي للطلاب، وترسيخ أساس قوي يقوم عليه التعلم مدى الحياة بدءًا من الصفوف الأولى.
وقال إيريك هانوشيك (Eric Hanushek) إنه ليس من المحتمل أن يحقق تقليل الأعداد الموجودة بالفصول فائدة للطلاب بينما قد يؤدي بالفعل إلى خفض رواتب المعلمين. وجد هانوشيك أن،"تقليل الأعداد الموجودة بالفصول له تأثير صغير ولكن ملحوظ على الرواتب المدفوعة من جانب مناطق المدارس. كل الأمور متساوية؛ أي تقليل العدد الموجود بالفصل طالبًا واحدًا يرتبط برواتب المعلمين بنسبة 1 إلى 2 أقل. ويقول هانوشيك وآخرون أن المستفيد الفعلي من تقليل الأعداد الموجودة بالفصول هو اتحادات المعلمين التي ستجني مزيدًا من العوائد وومزيدًا من النفوذ السياسي مع كل انضمام معلم جديد. ويقول، "[قبل] أن يلقى الرواج السياسي لمؤيدي تقليل الأعداد داخل الفصول شهرة، تجاهل معظم الباحثين التربويين وصناع السياسات مثل تلك السياسات نظرًا لإنها باهظة التكاليف وغير فعالة بوجه عام تاركين اتحادات المعلمين وغيرها من الجهات المستفيدة منها بوضوح يدعمون هذه الأفكار."

## تعريف المصطلح «حجم الفصل»
كان التعقيد الأول في قياس الكفاءة الناجمة عن تقليل حجم الفصل متمثلاً في الميل إلى قواعد إيديولوجية مختلفة لاستخدام تعريفات مختلفة لـحجم الفصل في الأدب. ونظرًا لأن القياس المباشر لعدد الطلاب في كل فصل، حجم المجموعة يفهمه المجتمع التربوي حاليًا على إنه أفضل قياس إلى «true فرصة المعلم في بناء علاقات مباشرة وقوية مع كل طالب.» هناك تعريف أكثر طواعية ولكن بشأن فيه شيء من الالتباس، نسبة الطالب إلى المعلم،  قد يوضح التعريف الموقف الذي يقود فيه معلم ما الفصل بينما يؤدي الآخر أعمالاً ورقية في الخلفية ولكن لا يتفاعل مع الطلاب ممثلاً نصف المجموعة بحسب حجمها.
فيما مضى كان الباحثون يميلون، حسب القياس المستخدم، إلى تحليلات متباينة كثيرًا لفوائد تقليل الأعداد داخل الفصل مما أدى إلى توصيات مختلفة لتنفيذ هذه الفكرة. ففي عام 2002، أوضح مارجريت سبيلينجز (Margaret Spellings) وزيرة التعليم في عهد الرئيس جورج دبليو بوش (George W. Bush) الحاجة إلى تعريف قياسي للمقصود من حجم الفصل.

## أبحاث ودراسات حديثة

### الوقت المحدد للمشروع
عام 1986 بدأت ولاية إنديانا الوقت المحدد للمشروع.
(1) الطلاب في الفصول ذات الأعداد القليلة يحققون درجات أعلى في الاختبارات القياسية
(2) الفصول ذات الأعداد القليلة بها مشكلات سلوكية أقل
(3) يسجل المعلمون في الفصول ذات الأعداد القليلة أداءً أكثر إنتاجية وكفاءة
وأيضًا عام 2001 «لم يتخلف أحد» كانت النتيجة المعلنة.

### مشروع «معدل إنجاز الطالب/المعلم»
إدراكًا منها لكلٍ من النتائج الأولية للوقت المحدد للمشروع في ولاية إنديانا والتكاليف المحتملة واسعة النطاق الناتجة عن إنشاء مزيد من الفصول والحاجة إلى مزيد من المعلمين، في عام 1985، وفي عهد المحافظ لامار ألكسندر (Lamar Alexander)، بدأت ولاية تينيسي مشروعًا من ثلاث مراحل لتحديد تأثيرات تقليل أحجام الفصول على أداء التلاميذ في الصفوف الأولى على المدى القريب البعيد أيضًا.
المرحلة الأولى من المشروع أطلق عليها «معدل إنجاز الطالب/المعلم»، وعُين المعلمون والطلاب بطريقة عشوائية في ثلاث مجموعات، “صغيرة” (13 إلى 17)، “عادية” (22 إلى 25) وهي فصول بها مساعد مدفوع الأجر، “عادية” (22 إلى 25) وهي فصول بلا مساعد. واحتوت إجمالاً على 6500 طالب في 330 فصلاً دراسيًا في حوالي 80 مدرسة اشتركت بالمشروع.